# Harriet Beecher Stowe

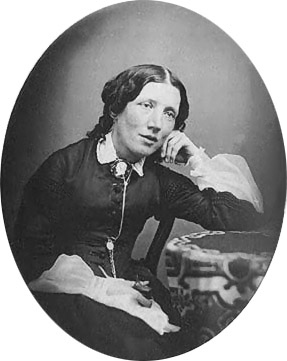
Foto från omkring 1852.

Harriet Beecher Stowe, född Beecher den 14 juni 1811 i Litchfield, Connecticut, död 1 juli 1896 i Hartford, Connecticut, var en amerikansk författare och slaverimotståndare. Hon är mest känd för sin roman Onkel Toms stuga som väckte en stor opinion mot slaveriet i USA när den publicerades, den 20 mars 1852.

## Biografi
Harriet Beecher Stowe föddes i Litchfield, Connecticut, men växte huvudsakligen upp i Hartford, Connecticut, där hennes far Lyman Beecher (1775–1863) var kalvinistisk präst och en av de ledande i rörelsen för slaveriets avskaffande. Brodern Henry Ward Beecher blev en framstående predikant. Hon gifte sig år 1836 med Calvin Ellis Stowe och fick sju barn. Hon verkade under flera år som lärare i en av hennes syster upprättad skola och som skönlitterär medarbetare i en lokaltidning, när hon fick sitt genombrott med Onkel Toms stuga (1852), ursprungligen publicerad som följetong i en abolitionistisk tidning föregående år.
Harriet Beecher Stowes roman Onkel Toms stuga utkom den 20 mars 1852, och väckte en stor opinion mot slaveriet i USA. Samma år utkom A Key to Uncle Toms Cabin (svensk översättning Nyckeln till Onkel Toms stuga, 1853), där hon, efter att romanen ifrågasatts, med dokument ville visa att den byggde på verkliga händelser. Den följdes 1856 av Dred, a Tale of the Dismal Swamp (svensk översättning Dred: en berättelse från det stora olycksträsket, 1857). Under amerikanska inbördeskriget träffade hon president Abraham Lincoln. När de möttes lär Lincoln ha sagt "Så ni är den lilla damen vars bok startade detta stora krig". 1870 utkom Lady Byron Vindicated: A History of the Byron Controversy From Its Beginning in 1816 to the Present Time, där Beecher Stowe beskyllde Lord Byron för incest.
Hon var en tidig vegetarian och en av pionjärerna i American Vegetarian Society. Hon var inspirerad av bland annat svensk litteratur och dansk kultur.[källa behövs]

## Utmärkelser
Nedslagskratern Stowe på planeten Venus är uppkallad efter henne.

## Svenska översättningar i urval

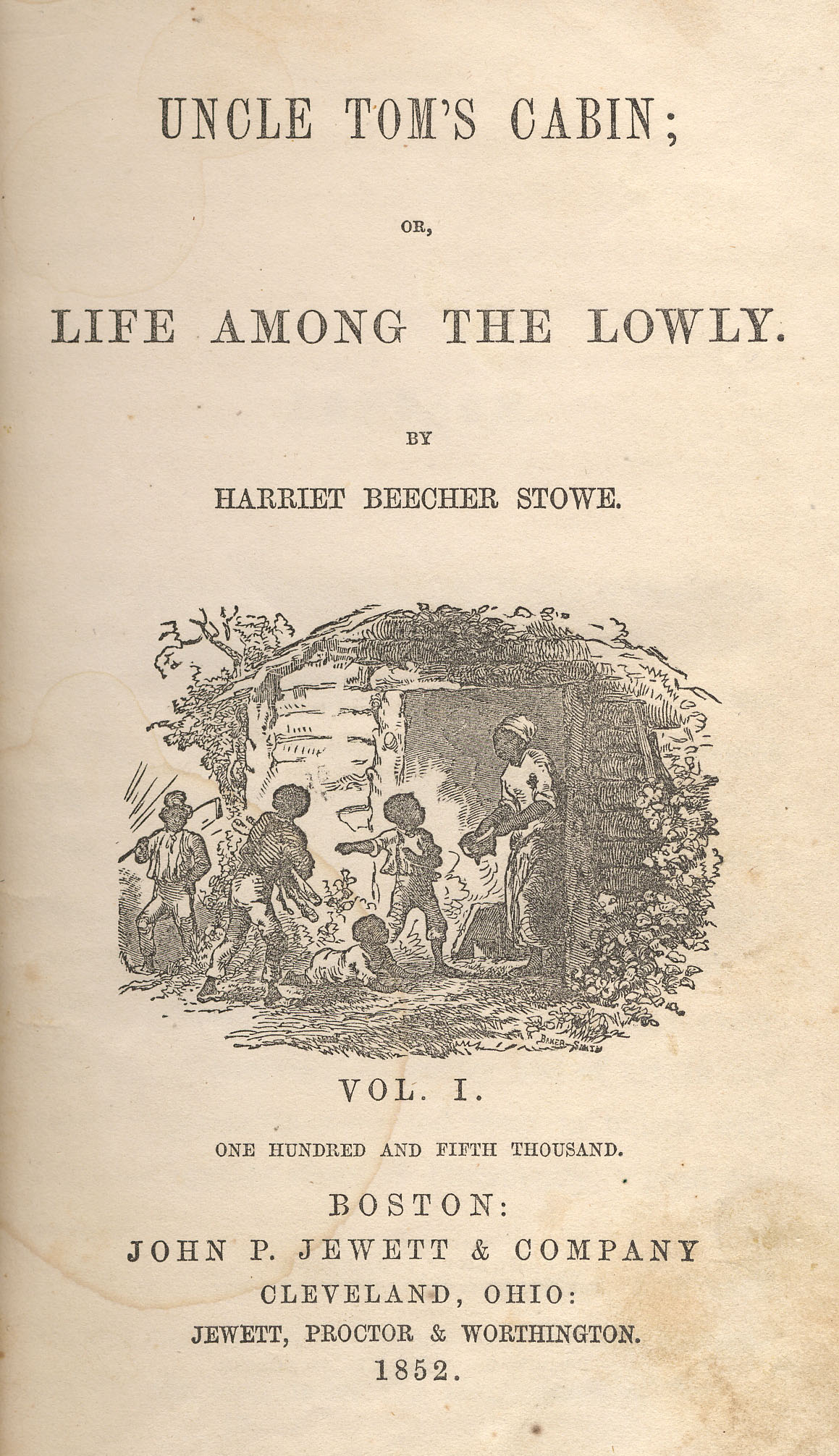
Titelbladet till originalutgåvan av Uncle Tom's Cabin (1852).

- Onkel Toms stuga eller Negerlifvet i amerikanska slafstaterna (Uncle Tom's cabin, or life among the lowly) (anonym översättning?, Bonnier, 1853)
- Nyckeln till Onkel Toms stuga: verkliga tilldragelser, på hvilka romanen af samma namn hvilar (utdrag efter Harriet Beecher Stowe, anonym översättning, 1853)
- Augusta Howard (översättning Otto Theodor Fabian von Feilitzen, 1853)
- Dred: en berättelse från det stora olycksträsket (Dred) (anonym översättning, 1853)
- Småstadslif. Amerikansk sedemålning. 1-2 / Öfv. af Math:a Langlet. Stockholm: S. Flodin. 1871. Libris 1585268. https://runeberg.org/shbsmastad/
- Onkel Toms stuga : en skildring af de förtrycktes lif. Worcester, Mass: A. P. Lundborg. 1897. Libris 480201. https://archive.org/details/onkeltomsstugaen00stow
- Onkel Toms stuga : bearbetning för Sveriges barn af Amanda Kerfstedt. Barnbiblioteket Saga nr 4, 1900.
- Onkel Toms stuga : en berättelse om livet bland de förtrampade (översättning Dag Liander, Saxon & Lindström, 1929)
- Onkel Toms stuga eller Livet bland de arma (översättning Nils Holmberg, Bonnier, 1953)